# Johan I av Cypern
Johan I av Cypern, född 1269, död 1285, var en cypriotisk regent. Han var Cyperns monark från 1284 till 1285. 